# Карсон, Дэвид
Дэвид Карсон (англ. David Carson; род. 8 сентября 1955) — американский графический дизайнер, арт-директор и сёрфингист. Наибольшую известность он приобрел в сфере типографики, став родоначальником направления гранж-типографии. Работа арт-директором журнала Ray Gun принесла Дэвиду Карсону всемирную славу.

## Жизнь и карьера
Дэвид Карсон родился 8 сентября 1955 года в Корпус-Кристи, штат Техас.

### Ранние годы
В 1977 году он с отличием окончил Калифорнийский университет в Сан-Диего и получил степень бакалавра по специальности социология. С 1982 по 1987 год Карсон преподавал в школе «Торри Пайнс» в Сан-Диего, штате Калифорния. Дизайнерская биография Карсона началась в 1984 году, когда он был приглашен арт-директором в журнал Transworld Skateboarding, а затем в журнал Beach Culture (1989-1991), где он начал использовать сложнейшую фотографику и неординарные сочетания шрифтов. Превратив Beach Culture в один из самых авангардных журналов, Карсон, всё же не смог обеспечить ему коммерческий успех. Однако работа в журнале принесла ему более ста пятидесяти профессиональных наград в области графического дизайна.

### Ray Gun (1992—2000)
Оглушительный успех дизайнеру принесла работа в журнале Ray Gun, который был посвящен альтернативной музыкальной культуре и образу жизни в стиле гранж. Дэвид Карсон обратился к энтропии как главному творческому принципу. Следуя этому творческому принципу, Карсон отказался от модульных сеток, усматривая в их использовании ненужную опеку художника. Называя сетки "костылём", он призвал к полной свободе творчества не только в рамках акциденции, но и в книгах и журналах. 
"Я начал думать о некоторых своих решениях. Например, выборе между шрифтом Serif и San-Serif. По большей части это не представляет опасности для жизни. Почему бы не повеселиться?" (из выступления Дэвида Карсона на конференции TED, 2009)
Верстка напоминала живописные холсты, на которые, словно при создании палимпсеста, послойно наносились буквы, строки и изображения. В этом смысле дизайн Карсона оказался генетически связан с поэтикой дадаизма и сюрреализма. В половине номеров из тех шести выпусков журнала, в которых Карсон принимал участие, использовались его рисунки от руки. Главной особенностью его дизайна стали — игра со шрифтами, разнообразный интерлиньяж и запредельный кернинг. Творчество Карсона демонстрирует, насколько максимально можно "охладить" "горячие" медиа.

Несмотря на то, что именно дизайн Карсона сделал журнал Ray Gun культовым, именно этот специфический дизайн стал причиной того, что издатель Марвин Скотт Джарретт все-таки расстался с Карсоном. Ray Gun был не единственным проектом Джарретта, и будучи опытным предпринимателем, он понимал, что для читателя этот журнал при всем своем визуальном новаторстве представлял своеобразную головоломку. Экспрессивный дизайн Карсона фактически противоречил основополагающей информативной функции любого издательского проекта. 
"Работа художника состоит в том, чтобы попытаться перевести старые средства коммуникации в такие позы, чтобы это позволило обратить внимание на новые. Для этой цели художник должен все время играть и экспериментировать с новыми средствами упорядочения опыта, даже если большинство его аудитории предпочитает оставаться зафиксированными в своих старых перцептуальных установках" (из книги "Понимание медиа: Внешние расширения человека" Маршалла Маклюэна)
В период сотрудничества с Ray Gun, популярность Карсона как графического дизайнера возрастала с каждым днем. О его творчестве упоминали The New York Times (1994) и Newsweek (1996).

### David Carson Design
Дэвид Карсон за пять стремительных лет прошел путь от безвестного художника быстро исчезнувшего популярного журнала до одного из наиболее почитаемых мэтров графического дизайна. В 1995 году Карсон, параллельно сотрудничая с Ray Gun, открыл собственную дизайн-студию "David Carson Design", с офисами в Нью-Йорке и Сан-Диего. Популярность Карсона способствовала привлечению крупнейших корпоративных клиентов со всех Штатов, среди которых Pepsi, Coca-Cola, Ray Ban, Nike, Microsoft, NBC и многие другие.
Дизайн-студия Дэвида Карсона на сегодняшний день продолжает активно сотрудничать с ведущими американскими печатными изданиями и компаниями.

### Журнал Blue
В 1997 году Карсон основал журнал Blue. Обложка журнала для первого номера была признана "Американским обществом издателей журналов" одной из 40 "лучших обложек за последние 40 лет".
Нью-йоркский журнал Graphics включил Карсона в список пяти наиболее влиятельных дизайнеров-графиков всех времен, а Creativity — в список 50 самых творческих людей Америки. Его работы опубликованы более чем в 200 журналах. Его книги и альбомы стали мировыми бестселлерами. Их издания и переиздания являются абсолютными рекордсменами по тиражам за всю историю графического дизайна.

## Публикации
В ноябре 1995 года Карсон издал свою первую книгу The End of Print. Было продано более 200 000 экземпляров книги на пяти разных языках, и вскоре The End of Print стала самой продаваемой книгой графического дизайна во всем мире.
Его второй работой стала книга 2nd Sight, вышедшая в 1997 году. Третья книга Fotografiks (1999) получила премию за "лучшее использование фотографии в графическом дизайне".
В 2003 году совместно с Маршаллом Маклюэном Карсон издал книгу The Book of Probes. Издание представляет собой набор ключевых цитат канадского философа, которые дизайнер в присущей ему манере графически интерпретировал на страницах книги.

## Критика
Дэвида Карсона не раз упрекали в антикоммуникативности его креативного подхода. К графическому дизайну обычно предъявляют два требования: он должен либо быть понятным, либо способствовать повышению имеющегося у зрителя художественного вкуса. Если кто-либо предлагает новый подход, то от него требуется объявить свои намерения и определить принципы. Карсон же принципиально не хотел объяснять природу своего творчества.
На протяжении всей карьеры коллеги вменяли Карсону чрезмерное увлечение художественными формами в ущерб ясности конечного сообщения, которое доходило до адресата настолько подверженное видению дизайнера, что порой, кроме самого Карсона, никто не смог бы его перевести в вербальную форму. Однажды Пола Шер сказала: «Дэвид Карсон — типичный поп-дизайнер. Он делает журналы молодёжной культуры на языке своего времени. Однако его типографика не заслуживает чтения».
Многие сегодня критикуют Карсона и за то, что он потерял свою уникальность, став мейнстримным дизайнером. Умение дизайнера создавать выразительную, но статичную графическую композицию на бумаге, не гарантировало аналогичного успеха в новых медиа.